# Andrej Kurbskij
Andrej Michajlovitj Kurbskij (ryska: Андрей Михайлович Курбский), född 1528, död 1583, var en rysk furste, författare och statsman. Han var stamfar till släkten Krupski.
Kurbskij deltog med utmärkelse i tsar Ivan IV:s fälttåg mot Kazan, Krim och Livland, blev ståthållare i Dorpat, men måste för tsarens vrede fly till den polske kungen i Livland. Han författade en historia om Ivan IV av psykologiskt intresse. Av stort historiskt och litterärt värde är hans polemiska korrespondens med tsaren, varav utdrag finnes i Alfred Jensens Rysk kulturhistoria, I.